# Pericoma schumanni
Pericoma schumanni är en tvåvingeart som beskrevs av Jezek 1994. Pericoma schumanni ingår i släktet Pericoma och familjen fjärilsmyggor.
Artens utbredningsområde är Uzbekistan. Inga underarter finns listade i Catalogue of Life.